# Condado de Humboldt (Califórnia)
O condado de Humboldt (em inglês:  Humboldt County) é um dos 58 condados do estado americano da Califórnia. Foi fundado em 1853. A sede e cidade mais populosa do condado é Eureka.

## Geografia
De acordo com o United States Census Bureau, o condado possui uma área de 10 495 km², dos quais 9 241 km² estão cobertos por terra e 1 254 km² por água.

## Demografia
Segundo o censo nacional de 2010, o condado possui uma população de 134 623 habitantes e uma densidade populacional de 14,5 hab/km². Possui 61 559 residências, que resulta em uma densidade de 6,7 residências/km².
Das 7 localidades incorporadas no condado, Eureka é a cidade mais populosa e também a mais densamente povoada, com 27 191 habitantes e densidade populacional de 1 119 hab/km². Trinidad é a cidade menos populosa do condado, com 367 habitantes. Apenas 3 cidades possuem população superior a 10 mil habitantes.